# قائمة الكهوف في نيبال

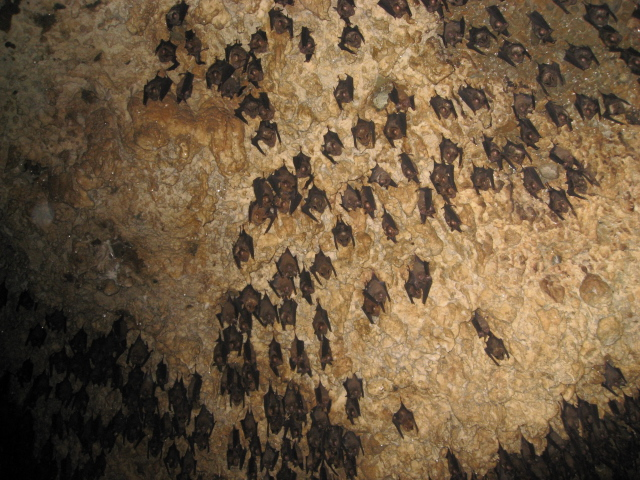
كهف شامير

- كهف باجدوارا
- شاميري جوفا
- كهوف جوبار
- كهف جوبتيشور
- كهف ماهاديف بارواتي
- كهف ماهيندرا
- كهف ماراتيكا
- كهوف موستانج
- كهف سيدها
- كهف بادريناث